# The La’s
A The La's egy 1983-ban alapított angol alternatív rock együttes volt Liverpoolból. Az 1990-ben megjelent The La's című albumuk (amely egyben a zenekar egyetlen stúdióalbuma) szerepel az 1001 lemez, amit hallanod kell, mielőtt meghalsz című könyvben.

## Diszkográfia
- The La's (1990)

## Fordítás
- Ez a szócikk részben vagy egészben  a   The La's című angol Wikipédia-szócikk fordításán alapul.  Az eredeti cikk szerkesztőit annak laptörténete sorolja fel. Ez a jelzés csupán a megfogalmazás eredetét és a szerzői jogokat jelzi, nem szolgál a cikkben szereplő információk forrásmegjelöléseként.